# MFANS
M:FANS è il sedicesimo album in studio del musicista e compositore gallese John Cale, pubblicato nel 2016.

## Tracce
1. Prelude – 2:17
2. If You Were Still Around – 5:18
3. Taking Your Life in Your Hands – 5:43
4. Thoughtless Kind – 5:27
5. Sanctus (Sanities Mix) – 5:19
6. Broken Bird – 5:10
7. Chinese Envoy – 3:51
8. Changes Made – 3:54
9. Library of Force – 3:09
10. Close Watch – 5:15
11. If You Were Still Around (Choir Reprise) – 4:44
12. Back to the End – 3:34